# Feroleto della Chiesa
Feroleto della Chiesa ist eine süditalienische Gemeinde (comune) mit 1518 Einwohnern (Stand 31. Dezember 2023) in der Metropolitanstadt Reggio Calabria in Kalabrien. Die Gemeinde liegt etwa 60 Kilometer nordöstlich von Reggio Calabria. Die südliche Gemeindegrenze bildet der Metramo.